# Marcus Aper
Marcus Aper (* 1. Jahrhundert; † unbekannt) war ein berühmter römischer Redner, dessen Blüte in die Regierungszeit des Kaisers Vespasian (69–79) fällt. Tacitus, der ihn als seinen Rhetoriklehrer bezeichnet, lässt ihn im Dialog über die Redner (Dialogus de oratoribus) als Gesprächspartner auftreten. Die biographischen Details, die hieraus zu entnehmen sind, bilden die einzige Quelle über das Leben des Aper.

## Leben
Hiernach stammte er aus Gallien und nahm 43 n. Chr. am Britannienfeldzug des Kaisers Claudius teil, was auf ein Geburtsjahr um 23 schließen lässt. Er absolvierte als homo novus eine politische Karriere in Rom, bei der er innerhalb der römischen Ämterlaufbahn (cursus honorum) bis zur Praetur gelangte. Außerdem wurde er dort auch als Redner berühmt.
Sein ehemaliger Schüler Tacitus charakterisiert Aper als feurigen Redner, der für den Rednerberuf eintritt, wohingegen sein Gegenüber Maternus das Dichterdasein höher stellt.

## Adaption
Marcus Aper ist auch Hauptfigur einer Reihe von historischen Kriminalromanen der französischen Autorin Anne de Leseleuc.